# Letnie Mistrzostwa Ukrainy w Skokach Narciarskich 2017
Letnie Mistrzostwa Ukrainy w Skokach Narciarskich – rozegrane na skoczniach w Worochcie w dniach 6–7 października zawody mające za zadanie wyłonić najlepszych skoczków w kraju na igelicie.
W pierwszy dzień mistrzostw rozegrano jedyne zawody w kategorii kobiet, w których zwyciężyła Chrystyna Droniak. Wyprzedziła ona o dziesięć punktów drugą Liliję Romaniuk. Podium uzupełniła Witalina Herasymjuk, która nie wystartowała w serii drugiej z powodu upadku w pierwszej próbie. Do zawodów zgłoszone były cztery zawodniczki, lecz Tetiana Pyłypczuk nie pojawiła się na starcie.
Zawody w kategorii mężczyzn na skoczni o punkcie konstrukcyjnym umiejscowionym na 75 metrze wygrał Wiktor Pasicznyk. Drugą lokatę zajął Stepan Pasicznyk, który stracił do triumfatora dziewiętnaście punktów. Trzecie miejsce wywalczył Dmytro Mazurczuk. Na starcie pojawiło się 27 zawodników, a pięciu zgłoszonych nie wystartowało.
Ostatnimi zawodami rozgrywanymi pierwszego dnia był konkurs drużynowy, który składał się tylko z jednej serii. Najlepszym zespołem okazała się być pierwsza drużyna obwodu tarnopolskiego, który reprezentowali zdobywcy medali z konkursu indywidualnego oraz Ołeksandr Szumabreć. Drugie miejsce zajęła drużyna reprezentująca obwód iwanofrankiwski, w którego skład weszli Ihor Jakibjuk, Andrij Kalinczuk, Iwan Zełenczuk oraz Andrij Waskuł. Trzecie miejsce wywalczyli reprezentanci drugiej drużyny obwodu tarnopolskiego w składzie Artem Kucewycz, Witalij Hrebeniuk, Serhij Małyszczyk oraz Rusłan Bałanda. W zawodach wystąpiło osiem drużyn.
W drugi dzień mistrzostw zawody przeniosły się na skocznię K90. Zawody indywidualne wygrał Witalij Kaliniczenko, którego zabrakło poprzedniego dnia. Nad drugim Wiktorem Pasicznykiem miał przewagę 25,5 punktu. Trzecie miejsce zajął Ołeksandr Szumbareć. W zawodach wystąpiło 29 zawodników, a jeden został zgłoszony i nie wystartował.
Konkurs drużynowy na skoczni K90 wygrała reprezentacja obwodu iwanofrankiwskiego, w którym wystartował nieobecny wcześniej Witalij Kaliniczenko. Drugie miejsce zajęli zwycięzcy poprzedniego konkursu drużynowego tracąc do zwycięzców 46 punktów. Trzecie miejsce na podium zajęła druga drużyna obwodu tarnopolskiego tracąc do triumfatorów 199,5 punktu. Wystąpiło siedem drużyn.

## Wyniki

### Konkurs indywidualny kobiet [K75]
| Miejsce | Zawodnik            | Obszar      | Skok 1 | Skok 2 | Punkty |
| ------- | ------------------- | ----------- | ------ | ------ | ------ |
| 1.      | Chrystyna Droniak   | Wierchowina | 56,0 m | 54,0 m | 113,5  |
| 2.      | Lilija Romaniuk     | Krzemieniec | 52,0 m | 53,0 m | 101,5  |
| 3.      | Witalina Herasymjuk | Krzemieniec | 50,5 m | dns    | 25,6   |
| –       | Tetiana Pyłypczuk   | Krzemieniec | dns    | dns    | dns    |

### Konkurs indywidualny mężczyzn [K75]
| Miejsce | Zawodnik            | Obszar      | Skok 1 | Skok 2 | Punkty |
| ------- | ------------------- | ----------- | ------ | ------ | ------ |
| 1.      | Wiktor Pasicznyk    | Krzemieniec | 76,5 m | 77,0 m | 223,2  |
| 2.      | Stepan Pasicznyk    | Krzemieniec | 73,0 m | 73,0 m | 204,2  |
| 3.      | Dmytro Mazurczuk    | Krzemieniec | 73,0 m | 72,0 m | 201,0  |
| 4.      | Ołeksandr Szumbareć | Krzemieniec | 72,0 m | 70,0 m | 193,9  |
| 5.      | Iwan Zełenczuk      | Wierchowina | 70,0 m | 72,5 m | 193,5  |
| 6.      | Witalij Hrebeniuk   | Krzemieniec | 69,5 m | 70,5 m | 188,5  |
| 7.      | Andrij Kalinczuk    | Wierchowina | 70,0 m | 67,5 m | 185,0  |
| 8.      | Andrij Waskuł       | Worochta    | 73,5 m | 72,0 m | 182,1  |
| 9.      | Serhij Małyszczyk   | Krzemieniec | 68,0 m | 69,5 m | 181,5  |
| 10.     | Rusłan Bałanda      | Krzemieniec | 66,5 m | 68,0 m | 175,9  |
| ...     |                     |             |        |        |        |

### Konkurs indywidualny mężczyzn [K90]
| Miejsce | Zawodnik             | Obszar      | Skok 1 | Skok 2 | Punkty |
| ------- | -------------------- | ----------- | ------ | ------ | ------ |
| 1.      | Witalij Kaliniczenko | Worochta    | 90,5 m | 94,0 m | 225,0  |
| 2.      | Wiktor Pasicznyk     | Krzemieniec | 87,5 m | 85,5 m | 199,5  |
| 3.      | Ołeksandr Szumbareć  | Krzemieniec | 86,0 m | 87,0 m | 199,0  |
| 4.      | Dmytro Mazurczuk     | Krzemieniec | 86,5 m | 84,5 m | 195,0  |
| 5.      | Jewhen Marusiak      | Wierchowina | 84,0 m | 82,5 m | 184,5  |
| 6.      | Witalij Hrebeniuk    | Krzemieniec | 82,5 m | 78,0 m | 169,5  |
| 7.      | Iwan Zełenczuk       | Wierchowina | 81,5 m | 77,5 m | 164,0  |
| 8.      | Stepan Pasicznyk     | Krzemieniec | 83,0 m | 81,5 m | 160,5  |
| 9.      | Serhij Małyszczyk    | Krzemieniec | 81,0 m | 73,5 m | 155,5  |
| 10.     | Rusłan Bałanda       | Krzemieniec | 74,0 m | 73,5 m | 142,0  |
| ...     |                      |             |        |        |        |

### Konkurs drużynowy mężczyzn [K75]
| Miejsce | Obwód                   | Zawodnik            | Skok 1 | Punkty |
| ------- | ----------------------- | ------------------- | ------ | ------ |
| 1.      | Obwód tarnopolski I     | Ołeksandr Szumbareć | 72,5 m | 427,4  |
| 1.      | Obwód tarnopolski I     | Stepan Pasicznyk    | 73,5 m | 427,4  |
| 1.      | Obwód tarnopolski I     | Dmytro Mazurczuk    | 77,0 m | 427,4  |
| 1.      | Obwód tarnopolski I     | Wiktor Pasicznyk    | 76,5 m | 427,4  |
| 2.      | Obwód iwanofrankiwski I | Ihor Jakibjuk       | 65,5 m | 371,2  |
| 2.      | Obwód iwanofrankiwski I | Andrij Kalinczuk    | 69,5 m | 371,2  |
| 2.      | Obwód iwanofrankiwski I | Iwan Zełenczuk      | 70,5 m | 371,2  |
| 2.      | Obwód iwanofrankiwski I | Andrij Waskuł       | 73,0 m | 371,2  |
| 3.      | Obwód tarnopolski II    | Artem Kucewycz      | 67,0 m | 370,4  |
| 3.      | Obwód tarnopolski II    | Witalij Hrebeniuk   | 71,5 m | 370,4  |
| 3.      | Obwód tarnopolski II    | Serhij Małyszczyk   | 67,5 m | 370,4  |
| 3.      | Obwód tarnopolski II    | Rusłan Bałanda      | 71,0 m | 370,4  |

### Konkurs drużynowy mężczyzn [K90]
| Miejsce | Obwód                   | Zawodnik             | Skok 1 | Skok 2  | Punkty |
| ------- | ----------------------- | -------------------- | ------ | ------- | ------ |
| 1.      | Obwód iwanofrankiwski I | Iwan Zełenczuk       | 73,0 m | 81,0 m  | 836,0  |
| 1.      | Obwód iwanofrankiwski I | Andrij Waskuł        | 89,0 m | 87,0 m  | 836,0  |
| 1.      | Obwód iwanofrankiwski I | Jewhen Marusiak      | 94,5 m | 94,5 m  | 836,0  |
| 1.      | Obwód iwanofrankiwski I | Witalij Kaliniczenko | 95,0 m | 95,0 m  | 836,0  |
| 2.      | Obwód tarnopolski I     | Ołeksandr Szumbareć  | 76,0 m | 84,0 m  | 790,0  |
| 2.      | Obwód tarnopolski I     | Dmytro Mazurczuk     | 90,5 m | 82,0 m  | 790,0  |
| 2.      | Obwód tarnopolski I     | Stepan Pasicznyk     | 79,0 m | 83,0 m  | 790,0  |
| 2.      | Obwód tarnopolski I     | Wiktor Pasicznyk     | 95,0 m | 101,0 m | 790,0  |
| 3.      | Obwód tarnopolski II    | Artem Kucewycz       | 70,5 m | 70,5 m  | 636,5  |
| 3.      | Obwód tarnopolski II    | Rusłan Bałanda       | 78,0 m | 76,0 m  | 636,5  |
| 3.      | Obwód tarnopolski II    | Witalij Hrebeniuk    | 85,0 m | 90,0 m  | 636,5  |
| 3.      | Obwód tarnopolski II    | Serhij Małyszczyk    | 73,0 m | 78,5 m  | 636,5  |